# Pic Tenaya
Pour les articles homonymes, voir Tenaya (homonymie).
Le pic Tenaya (en anglais : Tenaya Peak) est un sommet de la Sierra Nevada, aux États-Unis. Il culmine à 3 129 mètres d'altitude dans le comté de Mariposa, en Californie. Il est protégé par la Yosemite Wilderness, au sein du parc national de Yosemite.
Dans son récit de voyage Un été dans la Sierra, publié en 1911, John Muir indique avoir atteint le sommet le 8 août 1869 après avoir campé la nuit sur les bords du lac Tenaya.